# Veronica I di Ndongo e Matamba
Veronica I di Ndongo e Matamba (... – 1721) è stata la regina del regno Ambundu di Ndongo e Matamba, situato nell'attuale Angola settentrionale, dal 1681 al 1721.

## I primi anni
Veronica era la figlia del re João Guterres Ngola Kanini e della regina Barbara del regno unito di Ndongo e Matamba e fu un'importante sovrana della dinastia Guterres fondata dalla regina Njinga Mbande. Fu probabilmente la più importante nello stabilire la frequente pratica di avere sovrane donne nel paese dopo i regni turbolenti e spesso contestati di Njinga e di sua sorella Barbara nel periodo tra il 1624 e il 1666.
Nessuna documentazione contemporanea fornisce indicazioni sulla sua età. Fu probabilmente battezzata insieme alla maggior parte degli altri nobili di Ndongo e Matamba durante il periodo di attività missionaria a Matamba, in seguito all'istituzione della missione cappuccina nel 1656. Sembra che si sia sempre considerata cristiana.

## Regno
Veronica salì al potere in seguito alla guerra portoghese contro Matamba nel 1681, in cui il suo predecessore e fratello fu ucciso nella battaglia di Katole. Sebbene suo fratello fosse stato ucciso nell'azione, le forze di Matamba vinsero la battaglia e i portoghesi ritirarono il loro esercito. Tuttavia, la regina Veronica decise di trattare per la pace, firmando l'accordo con il Portogallo nel 1683. Questo trattato di pace avrebbe regolato le relazioni tra Portogallo e Matamba per molto tempo a venire, ma fu, di fatto, raramente rispettato da entrambi i partecipanti.

### Ripresa delle ostilità
Nel 1689 attaccò i portoghesi a Cahenda nella regione "Dembos" a ovest, un'area contesa tra Ndongo, Kongo e Portogallo. Era ansiosa di ristabilire le pretese di Matamba sulla regione di Dembos che si trovava direttamente a est di Matamba e nel 1688-1689 i suoi eserciti si spostarono nell'area e minacciarono le posizioni portoghesi attorno ad Ambaca, la loro città fortificata che segnava il limite più occidentale della colonia dell'Angola. I portoghesi intervennero e smussarono l'efficacia della campagna.
Intorno al 1701, Luca da Caltanissetta, prefetto della missione cappuccina in Angola, le scrisse chiedendole di ristabilire la missione che era rimasta vacante e di "riportare quella gente al granaio della Santa Chiesa". Veronica, il cui paese "non era ricaduto del tutto nel paganesimo", rispose con una pia lettera esprimendo la sua preoccupazione per il fatto che "le addolorava vedere i suoi figli morire senza battesimo", ma che era "disgustata dai bianchi" e che "non avrebbe visto nessuno di loro nella sua corte con i missionari".
Cercò ancora una volta di espandere il regno nei domini portoghesi nel 1706, e fu probabilmente per questo motivo che quell'anno ebbe degli ambasciatori alla corte del re del Congo Pietro IV. Ma i suoi tentativi di farlo furono sventati, poiché le forze portoghesi erano troppo forti e abbandonò il tentativo. Tuttavia, uno stato di costante conflitto di basso livello tra il suo esercito e i portoghesi ad Ambaca e Cahenda portò allo spopolamento virtuale del paese a ovest di Matamba, poiché la gente o fuggiva o veniva catturata e deportata nelle Americhe. Quelli catturati dai portoghesi tendevano a essere inviati in Brasile, quelli catturati da Veronica venivano spesso venduti ai mercanti Vili, con sede nel regno di Loango a nord, e successivamente venduti a mercanti inglesi, olandesi o francesi che frequentavano quella costa.
Veronica continuò i suoi tentativi di espandere il controllo di Matamba sui territori che rivendicava all'inizio del XVII secolo. Morì nel 1721 e le successe il figlio, Afonso I.